# 道の駅むろね
道の駅むろね（みちのえき むろね）は、岩手県一関市にある国道284号（室根バイパス）の道の駅である。室根バイパスの開通に合わせて開駅した。
非常用発電機や受水槽、防災広場を兼ねた多目的スペースなどを備え、災害時には沿岸地域の支援拠点となる防災機能を持つ。

## 施設
- 駐車場：32台
- トイレ：19器
- 農産物直売所
- 物産・海産物販売所
- 休憩所
- 軽食コーナー
- 交流展示室
- 道路情報提供施設
- ATMキャッシュコーナー（東北労働金庫）

## アクセス
- 国道284号

## 周辺
- 室根きらめきパーク
- 折壁駅（JR大船渡線）